# Михеев, Николай Николаевич (футболист)
Николай Николаевич Михеев (12 января 1974) — российский футболист, защитник.

## Биография
В 1994 году дебютировал в профессиональных соревнованиях в составе томской «Томи» во второй лиге. В 1997 году со своим клубом стал победителем зонального турнира второй лиги. После выхода «Томи» в первый дивизион потерял место в составе клуба, сыграв за два с половиной сезона лишь 15 матчей. Всего за карьеру в составе «Томи» сыграл 104 матча и забил 3 гола, из них в первенствах России — 95 матчей и один гол.
Во второй половине 2000 года играл в кемеровском «Кузбассе». В начале 2001 года перешёл в казахстанский клуб «Жетысу» (Талдыкурган), в его составе сыграл два матча в высшей лиге Казахстана. Дебютный матч провёл 28 апреля 2001 года против «Елимая».
По состоянию на 2008 год тренировал томский ветеранский клуб «САГ».